# 777 Tower
777 Tower – wieżowiec w centrum Los Angeles (Kalifornia) w dzielnicy Financial District. Budynek wzniesiono w latach 1988–1991. 777 Tower posiada 53 piętra i mierzy 221 m. dzięki czemu jest to szósty co do wysokości wieżowiec w mieście. Budynek jest wykończony na zewnątrz rzeźbionym metalem i szkłem. W wieżowcu znajduje się trzykondygnacyjny marmurowy hol. Biurowiec zlokalizowany jest w widocznym miejscu, nie zasłaniają go inne budowle.